# Josef Myslbek ml.
Josef Myslbek ml. (22. března 1884 Praha-Staré Město – 15. dubna 1963 Praha) byl český akademický malíř a kreslíř.

## Život
Josef Myslbek se narodil v Praze v rodině sochaře Josefa Václava Myslbeka. Studoval na pražské akademii výtvarných umění u prof. Vojtěcha Hynaise a Rudolfa Ottenfelda. V dalším studiu pokračoval v letech 1907-1908 na malířské akademii v Mnichově u prof. Karla Rauppa. V letech 1922 a 1924 vystavoval v Rubešově galerii a v roce 1932 v Krasoumné jednotě v Praze. Další výstava se konala v roce 1941 v "Baufortově síni" v Jungmanově ulici v Praze a roku 1937 na Zbraslavi, kde umělec žil. Rád kreslil, maloval často krajiny a věnoval se technice akvarelu.